# 警察庁α特務班シリーズ
『警察庁α特務班シリーズ』（けいさつちょうアルファとくむはんシリーズ）は、六道慧による日本の推理小説のシリーズ。DV、ストーカー、虐待事件などに対応するために警察庁直属で設けられた特任捜査チーム『ASV特務班』の活躍を描いたミステリーのシリーズである。

## 主な登場人物
夏目凜子
所轄署同士の連携を図りつつ事件の真相に迫るシングルマザー。警察庁の特別組織警察庁広域機動捜査隊ASV特務班のリーダー。

## シリーズ一覧
- 七人の天使（2015年1月 徳間文庫）
- ペルソナの告発（2015年2月 徳間文庫）
- 反撃のマリオネット（2015年7月 徳間文庫）
- キメラの刻印（2016年2月 徳間文庫）
- ラプラスの鬼（2016年7月 徳間文庫）
- 警察庁広域機動隊（2017年3月 徳間文庫）